# Rafael Pereira da Silva
Rafael Pereira da Silva (født 9. juli 1990 i Petrópolis, Rio de Janeiro) mere kendt som Rafael eller Rafael da Silva, er en brasiliansk fodboldspiller der i øjeblikket spiller for den franske Ligue 1-klub Olympique Lyon. Han spiller normalt forsvarsspiller i en højre back position, men kan også spille på den højre side af midtbanen. Han er tvillingebror til Fábio som spiller for Cardiff City.

## Klubkarriere
Rafaels professionelle fodboldkarriere begyndte med Fluminense i Brasilien, hvor han spillede på et ungdomsniveau. Rafael og hans bror Fábio fik opmærksomhed af Manchester United af klubspejderen Les Kershaw i sommeren 2005, mens de spillede for Fluminense i en ungdomsturnering i Hong Kong.
Han tilsluttede sig Manchester United i januar 2008 og lavede sin første optræden for klubben i en venskabskamp mod Peterborough United den 4. august. Rafael blev registreret i klubbens seniortrup i 2008-09-sæsonen og fik trøje nummer 21 lige efter Dong Fangzhuo. Han fik sin konkurrencedygtige debut på åbningsdagen af 2008-09-Premier League-sæsonen, hvor han kom ind i anden halvleg som udskifter for Fraizer Campbell mod Newcastle United.
Rafael fik sin første start for Manchester United den 23. september 2008, da han spillede højre back mod Middlesbrough i tredje runde af League Cup.  Hans første start i en europæisk turnering var ude mod AaB i UEFA Champions League den 30. september. Han blev valgt foran Manchester Uniteds førstevalg af højre backs Gary Neville og Wes Brown. Rafael formåede at yde en imponerende optræden, da han skabte problemer for det danske hold med sit angrebsspil og to flotte skud, før han blev skiftet ud efter 66 minutter på grund af en skade. 
Han fik sin første Premier League-start i Manchester Uniteds 4-0-sejr hjemme mod West Bromwich Albion den 18. oktober 2008.  Hans første mål for Manchester United kom i det 90. minut i sin syvende kamp for klubben, i et 2-1-nederlag til Arsenal på Emirates Stadium den 8. november 2008.
Den 3 august 2015, skrev Rafael under på en 4-årig kontrakt med den franske storklub Olympique Lyon.

## International karriere
Rafael har (pr. 11. august 2012) spillet 2 kampe for Brasiliens landshold. Den 26. maj 2012 fik Rafael sin debut imod Danmark.
I 2007 spillede Rafael for Brasiliens U/17-fodboldlandshold i FIFA U-17 World Cup. Derudover har han også spillet for landets U/23-landshold.

## Karrierestatistikker
| Klub              | Sæson          | Liga | Liga | Cup | Cup | Liga Cup | Liga Cup | Kontinental | Kontinental | Andre | Andre | Total | Total |
| Klub              | Sæson          | Kmp  | Mål  | Kmp | Mål | Kmp      | Mål      | Kmp         | Mål         | Kmp   | Mål   | Kmp   | Mål   |
| ----------------- | -------------- | ---- | ---- | --- | --- | -------- | -------- | ----------- | ----------- | ----- | ----- | ----- | ----- |
| Manchester United |                |      |      |     |     |          |          |             |             |       |       |       |       |
| 2008–09           | 4              | 1    | 0    | 0   | 2   | 0        | 2        | 0           | 0           | 0     | 8     | 1     |       |
| Total             | 4              | 1    | 0    | 0   | 2   | 0        | 2        | 0           | 0           | 0     | 8     | 1     |       |
| Karriere i alt    | Karriere i alt | 4    | 1    | 0   | 0   | 2        | 0        | 2           | 0           | 0     | 0     | 8     | 1     |

## Hæder

### Manchester United
FA Community Shield
- Vinder (1): 2008

UEFA Super Cup
- Runner-up (1): 2008